# Нарат-Елга (Башкортостан)
Нарат-Елга (баш. Наратйылға) — село в Бакалинском районе Республики Башкортостан Российской Федерации. Входит в состав Мустафинского сельсовета. 

## География

### Географическое положение
Расстояние до:
- районного центра (Бакалы): 28 км,
- центра сельсовета (Мустафино): 5 км,
- ближайшей ж/д станции (Туймазы): 55 км.

## Население
| 2002 | 2009 | 2010 | 2010 |
| ---- | ---- | ---- | ---- |
| 143  | ↘123 | ↘120 | →120 |

Согласно переписи 2010 года, преобладающая национальность — татары (100 %).